# São João (Lajes do Pico)
São João é uma freguesia portuguesa do município de Lajes do Pico,  com 32,31 km² de área e 409 habitantes (censo de 2021). A sua densidade populacional é 12,7 hab./km².
A freguesia constitui-se num importante centro de laticínios, com destaque para o queijo que leva o seu nome.
O ancoradouro da povoação foi um dos locais de onde partiam os botes para a caça à baleia. Em nossos dias a pesca constitui-se em significativo meio económico.
A povoação está situada entre dois mistérios, termos que nos açores se referêm a campos de lava vulcânica solidificada. Quando da erupção vulcânica de 1718, foi quase completamente soterrada.

## Demografia
A população registada nos censos foi:
| Distribuição da População por Grupos Etários | Distribuição da População por Grupos Etários | Distribuição da População por Grupos Etários | Distribuição da População por Grupos Etários | Distribuição da População por Grupos Etários |
| -------------------------------------------- | -------------------------------------------- | -------------------------------------------- | -------------------------------------------- | -------------------------------------------- |
| Ano                                          | 0-14 Anos                                    | 15-24 Anos                                   | 25-64 Anos                                   | > 65 Anos                                    |
| 2001                                         | 81                                           | 62                                           | 241                                          | 102                                          |
| 2011                                         | 57                                           | 54                                           | 229                                          | 83                                           |
| 2021                                         | 47                                           | 41                                           | 213                                          | 108                                          |

## Localidades
- Companhia de Baixo
- Companhia de Cima
- Ponta Rasa

## Património natural
- Zona Balnear e de Lazer das Arinhas
- Zona Balnear e de Lazer da Ponta do Admoiro
- Cabeço do Moiro
- Cabeço do Vermelho
- Reserva Florestal de Recreio do Mistério de São João

## Património construído
- Casa da Torre
- Igreja de São João Baptista
- Império do Divino Espírito da Companhia de Baixo
- Império do Divino Espírito Santo da Companhia de Cima
- Moinho de vento da Canada do Alferes Pereira
- Moinho de vento da Ponta Rasa.
- Porto de São João

## Galeria

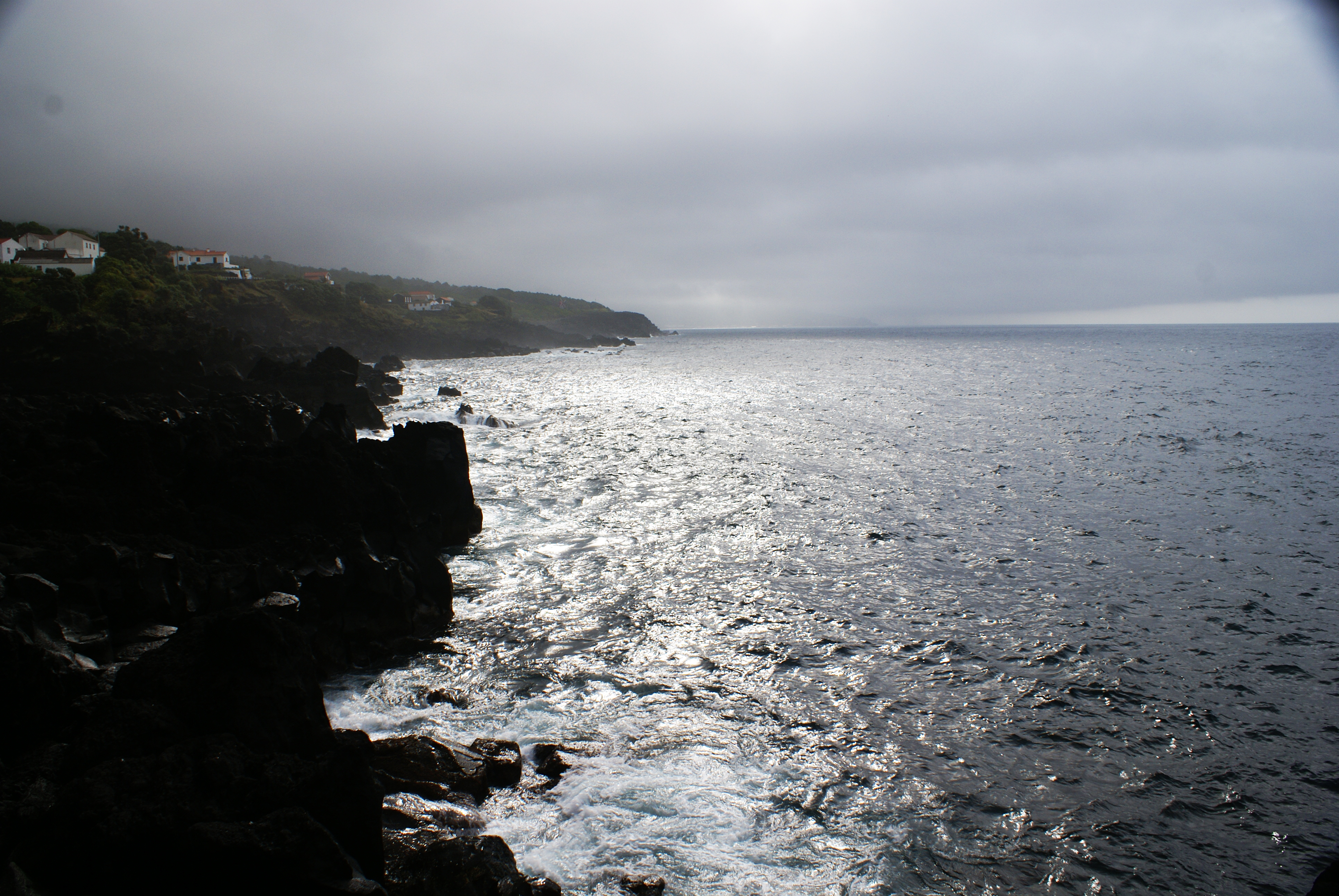
Paisagem costeira em dia de tempestade
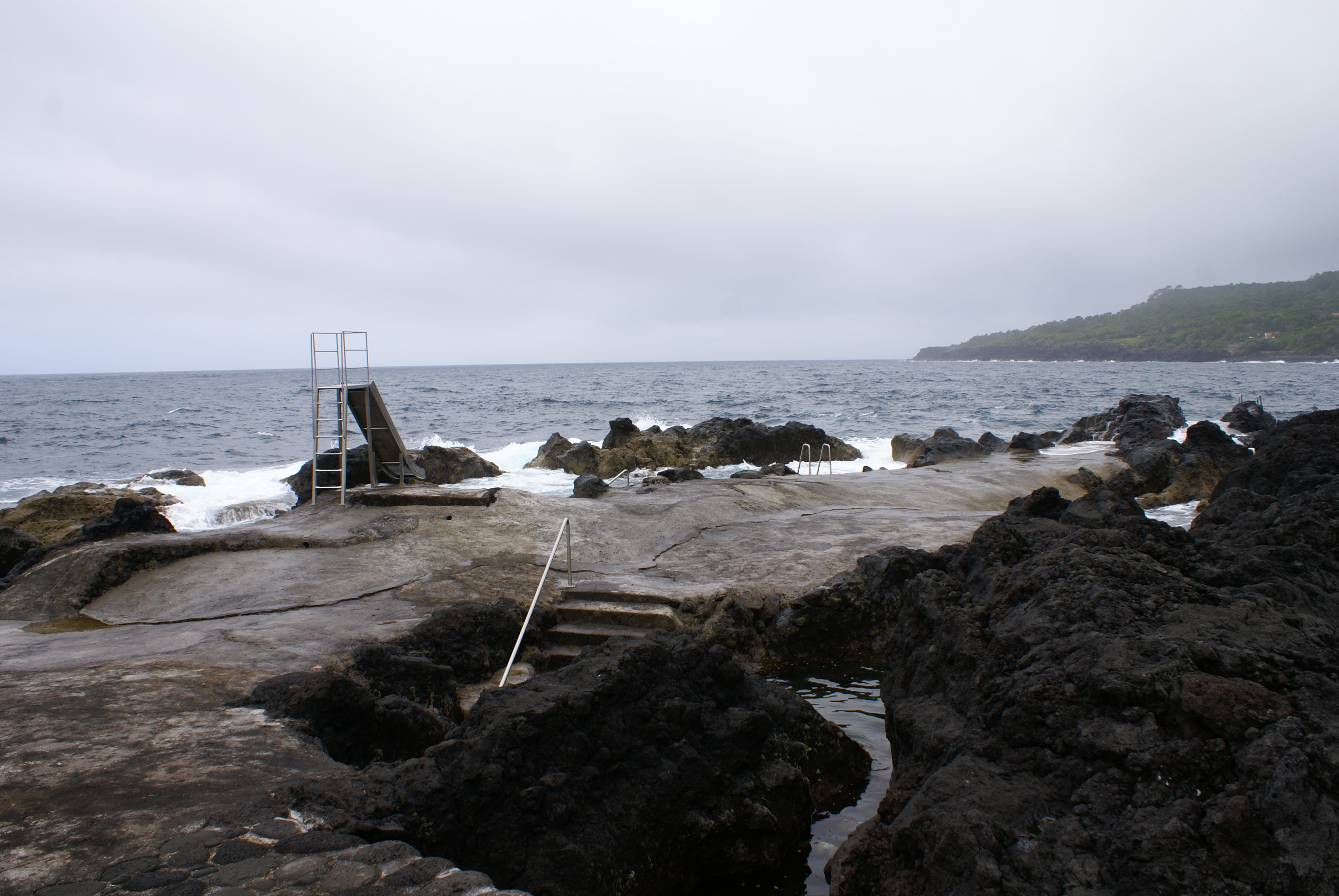
Ponta do Admoiro, São João, zona balnear